# Ric Grech
 (juillet 2022).
Si vous disposez d'ouvrages ou d'articles de référence ou si vous connaissez des sites web de qualité traitant du thème abordé ici, merci de compléter l'article en donnant les références utiles à sa vérifiabilité et en les liant à la section « Notes et références ».
Richard Roman Grechko, plus connu sous le nom de Ric Grech, était un bassiste et violoniste britannique, né le 1er novembre 1946 à Bordeaux (France) de parents d'origine ukrainienne et décédé le 17 mars 1990 à Leicester. Il est plus particulièrement connu comme bassiste de Family, ainsi que pour sa participation aux groupes Blind Faith et Traffic.

## Carrière musicale

### Family
En 1965, Ric Grech devient bassiste de The Farinas, remplaçant Tim Kirchin. Ce groupe de Leicester (où Grech a passé son enfance), encore particulièrement influencé par le rhythm and blues, change de nom pour devenir Family. Grech participe en septembre 1967 à l'enregistrement du premier single, « Scene Through The Eye Of A Lens »/« Gypsy Woman », avant que le groupe ne signe sur le label Reprise. Le premier album de Family, Music in a Doll's House, sort en juillet 1968 et devient un succès underground. Entre-temps, Grech joue du fiddle lors des sessions d'enregistrement de Beggars Banquet, des Rolling Stones.
Enregistré en février 1969, Family Entertainment, second album du groupe, constitue un tournant majeur pour Grech. En plus de jouer de la basse et du violon sur le titre « The Weaver's Answer », il compose trois chansons de l'album : « How-Hi-The-Li », « Face In the Cloud », et le vibrant « Second Generation Woman », qu'il chante lui-même.

### Blind Faith

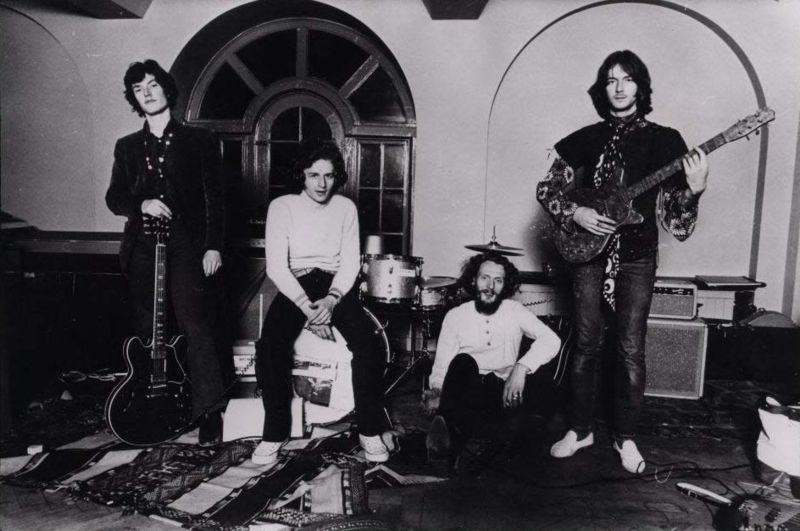
Blind Faith (1969): Steve Winwood, Ric Grech, Ginger Baker & Eric Clapton

Au printemps 1969, Eric Clapton (ex-Cream) et Steve Winwood (ex-Traffic) montent le super-groupe Blind Faith. À la recherche d'un bassiste, ils recrutent Grech. Ce dernier oublie de demander son congés à Chapman et à Whitney, risquant de compromettre la tournée américaine de Family qui commence ; après le premier concert du groupe au Fillmore East de New York le 8 avril 1969, il est remplacé par John Weider (ex-Animals).
De retour en Angleterre, Ric Grech participe à l'enregistrement de l'unique album de Blind Faith avec Clapton, Winwood, et le batteur Ginger Baker (ex-Cream). Cet album est fraîchement accueilli par la critique, mais adulé par les fans de Cream et de Traffic. Eric Clapton, déçu par la qualité musicale et par les performances publiques, quitte le groupe. Grech et Winwood restent avec Baker pour former le Ginger Baker's Air Force, mais Winwood reforme aussitôt Traffic avec ses membres originaux, Chris Wood et Jim Capaldi, et Grech finit par le suivre.
En octobre 1969, entre les expériences Blind Faith et Traffic, Grech enregistre deux pièces en solo : « Spending All My Days », dans lequel il chante, et l'instrumental « Exchange And Mart ». Ces pistes figurent en bonus sur la réédition 1986 de l'album Blind Faith, mais sont injustement créditées au groupe alors qu'elles sont l'œuvre de Ric Grech.

### Traffic
Au cours de sa période Traffic, Grech contribue à deux albums importants : Welcome to the Canteen et The Low Spark of High-Heeled Boys. Steve Winwood et son groupe se séparent de Grech à cause de son penchant pour la drogue.

### En studio
Grech continue sa carrière en studio, jouant avec Rod Stewart, Ronnie Lane et Muddy Waters. Il travaille aussi avec Rosetta Hightower, les Crickets ou Gram Parsons. En 1973, il apparaît dans le Eric Clapton's Rainbow Concert, puis il se joint à Roger Chapman et John "Charlie" Whitney quand le duo enregistre en 1974 un album post-Family. Grech fait partie des invités, qui donneront naissance aux Streetwalkers, mais ne fera jamais partie du groupe.
Grech fait plusieurs tentatives pour créer un nouveau groupe rock dans les années 70, notamment en 1973 avec l'ex-Family John "Poli" Palmer, sans succès. Il envisage alors de fonder un groupe avec l'ancien batteur de Jimi Hendrix, Mitch Mitchell, et Joe Jammer, un guitariste qu'ils avaient découvert ensemble; ce groupe ne vit jamais le jour.

### Épilogue
Grech quitte la scène rock et se retire en 1977 à Leicester. Il rencontre alors des problèmes d'alcool qui affectent son foie ; il en meurt en 1990, à 43 ans.

## Discographie

### Family
Single :
- 1967 : Scene Through The Eye Of A Lens/Gypsy Woman - Basse

Albums : 
- 1968 : Music in a Doll's House - Basse, violon, violoncelle, chœurs
- 1969 : Family Entertainment - Basse, violon, chant, chœurs

### Blind Faith
- 1969 : Blind Faith - Basse

### Ginger Baker's Air Force
- 1970 : Ginger Baker's Air Force - Basse, violon
- 1970 : Ginger Baker's Air Force 2 - Basse

### Traffic
- 1971 : Welcome to the Canteen - Basse
- 1971 : The Low Spark of High Heeled Boys - Basse, violon

### Eric Clapton
- 1973 : Eric Clapton's Rainbow Concert - Basse

### Solo
- 1973 : The Last Five Years - Basse

### KGB
- 1974 : KGB - Basse - Avec Mike Bloomfield, Barry Goldberg, Ray Kennedy, Carmine Appice.

### Streetwalkers
- 1974 : Chapman Whitney Streetwalkers - Basse - Avec John Wetton qui joue aussi sur l'album.

### Participations
- 1968 : Beggars Banquet des Rolling Stones - Fiddle sur 1 chanson.
- 1970 : Holy Magick de Graham Bond - Basse
- 1972 : The London Muddy Waters Sessions de Muddy Waters - Basse
- 1973 : GP de Gram Parsons - Basse
- 1973 : Life in a Tin Can des Bee Gees - Basse, violon sur 1 chanson.
- 1973 : E.H. in the U.K. de Eddie Harris - Basse sur une chanson
- 1974 : Smiler de Rod Stewart - Violon
- 1974 : Men Opening Umbrellas Ahead de Vivian stanshall - Violon
- 1976 : Mahoney's Last Stand de Ronnie Lane - Basse, violon, batterie - Avec Peter Townshend, Ron Wood, etc.
- 2006 : The Complete Reprise Sessions de Gram Parsons - Basse